# Latour-en-Woëvre
 Latour-en-Woëvre  es una población y comuna francesa, en la región de Lorena, departamento de Mosa, en el distrito de Verdún y cantón de Fresnes-en-Woëvre.

## Demografía
| 121 | 105 | 90 | 83 | 79 | 65 |
| Para los censos de 1962 a 1999 la población legal corresponde a la población sin duplicidades (Fuente: INSEE [Consultar]) |     |    |    |    |    |